# Серебрянка (Лужский район)
Серебрянка — деревня в Осьминском сельском поселении Лужского района Ленинградской области.

## История
Деревня Серебрянки упоминается на карте Санкт-Петербургской губернии 1792 года, А. М. Вильбрехта.
Как две деревни Большие Серебрянки и Малые Серебрянки по обоим берегам реки Каменки, она обозначена на карте Санкт-Петербургской губернии Ф. Ф. Шуберта 1834 года.

БОЛЬШАЯ СЕРЕБРЕНКА — деревня принадлежит её величеству, число жителей по ревизии: 44 м. п., 47 ж. п.

МАЛАЯ СЕРЕБРЕНКА — деревня принадлежит её величеству, число жителей по ревизии: 23 м. п., 31 ж. п. (1838 год)

Как деревни Большие Серебрянки и Малые Серебрянки они отмечены на карте профессора С. С. Куторги 1852 года.

БОЛЬШАЯ СЕРЕБРЯНКА — деревня Гдовского её величества имения, по просёлочной дороге, число дворов — 9, число душ — 31 м. п.

МАЛАЯ СЕРЕБРЯНКА — деревня Гдовского её величества имения, по просёлочной дороге, число дворов — 9, число душ — 31 м. п. (1856 год)

БОЛЬШАЯ СЕРЕБРЯНКА — деревня удельная при озере безымянном, число дворов — 15, число жителей: 68 м. п., 73 ж. п.; Часовня православная

МАЛАЯ СЕРЕБРЯНКА — деревня удельная при озере безымянном, число дворов — 8, число жителей: 27 м. п., 39 ж. п. (1862 год)

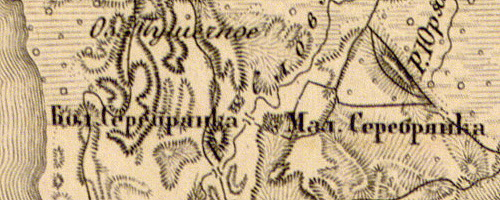
Деревня Серебрянка на карте 1863 года

Согласно карте из «Исторического атласа Санкт-Петербургской Губернии» 1863 года деревни Большая Серебрянка и Малая Серебрянка находились по обоим берегам реки Словянка.
В XIX — начале XX века деревня административно относилась к Осьминской волости 2-го земского участка 1-го стана Гдовского уезда Санкт-Петербургской губернии.
По данным «Памятной книжки Санкт-Петербургской губернии» за 1905 год деревни Большая Серебрянка и Малая Серебрянка образовывали отдельные сельские общества.
С 1917 по 1919 год деревни Большая Серебрянка и Малая Серебрянка входили в состав Осьминской волости Гдовского уезда.
С 1920 года, в составе Самровской волости.
С 1922 года, в составе Серебрянского сельсовета Осьминской волости Кингисеппского уезда.
С 1924 года, в составе Рельского сельсовета.
С 1925 года, вновь в составе Серебрянского сельсовета.

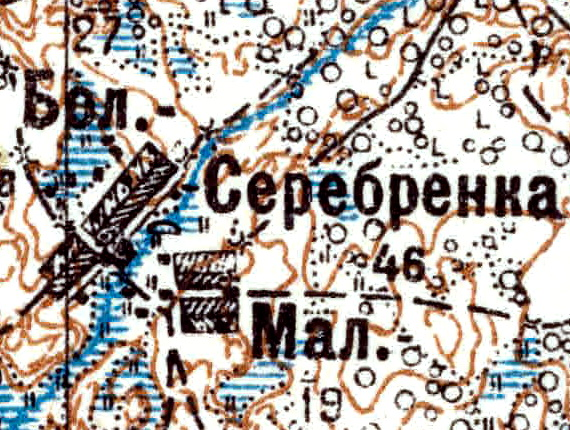
Деревня Серебрянка карте 1926 года

Согласно топографической карте 1926 года деревня называлась Серебренка и состояла из двух частей: Большая Серебренка насчитывала 27 крестьянских дворов, в центре её находилась часовня и Малая Серебренка из 19 дворов, в которой тоже была часовня.
С 1927 года, в составе Осьминского района.
С 1928 года, вновь в составе Рельского сельсовета. В 1928 году население деревни составляло 239 человек.
По данным 1933 года деревни Большая Серебрянка и Малая Серебрянка входили в состав Рельского сельсовета Осьминского района.
C 1 августа 1941 года по 31 января 1944 года деревня находилась в оккупации.
С 1961 года, в составе Сланцевского района.
С 1963 года, в составе Лужского района.
В 1965 году население деревни составляло 66 человек.
По данным 1966 года деревни Большая Серебрянка и Малая Серебрянка входили в состав Рельского сельсовета Лужского района.
По данным 1973 и 1990 годов деревня Серебрянка также входила в состав Рельского сельсовета.
По данным 1997 года в деревне Серебрянка Рельской волости проживали 9 человек, в 2002 году — 13 человек (все русские).
В 2007 году в деревне Серебрянка Осьминского СП проживали 4 человека.

## География
Деревня расположена в западной части района на автодороге 41К-020 (Сижно — Осьмино).
Расстояние до административного центра поселения — 18 км.
Расстояние до ближайшей железнодорожной станции Молосковицы — 82 км.
Деревня находится на правом берегу реки Серебрянка.

## Демография
| 1838 | 1862 | 1928 | 1965 | 1997 | 2007 | 2010 |
| ---- | ---- | ---- | ---- | ---- | ---- | ---- |
| 145  | ↗207 | ↗239 | ↘66  | ↘9   | ↘4   | ↘3   |
| 2017 |      |      |      |      |      |      |
| ↘0   |      |      |      |      |      |      |

## Улицы
Дальняя, Малая.